# Luis Castillo (futbolista)
Luis Leandro Castillo (Rosario del Tala, Provincia de Entre Ríos, Argentina; 12 de febrero de 1991) es un futbolista argentino. Juega de defensa y actualmente se encuentra libre.

## Palmarés

### Otros logros
|                                                                       |
| - Ascenso a Primera División con Colón en la Primera B Nacional 2014. |